# FOREVER YOURS (Every Little Thingの曲)
『FOREVER YOURS』（フォーエヴァー・ユアーズ）は、1998年6月17日にリリースされたEvery Little Thingの9枚目のシングル。

## 解説
前作『Time goes by』より約4か月でのリリース。
ジャケットはフランスに行ったときの持田香織である。
PVはワンコーラス（1番）しか存在せず、ビデオクリップ集にも収録されていなかったが、2009年発売のベスト・アルバム『Every Best Single 〜COMPLETE〜』の初回盤付属DVDに収録されることになった。
本作はオリジナル・アルバムには収録されておらず、本作以降は12thシングル『Someday, Someplace』までは、オリジナル・アルバムに収録されていないシングルが続く。

## 収録曲
1. FOREVER YOURS (4:57)
（作詞・作曲・編曲：五十嵐充）
シーブリーズ 1998年度CMソング（持田香織本人出演）
2. FOREVER YOURS (Angelic Summer Mix)
リミックス：NAO NAKAMURA、N.Honzawa
3. FOREVER YOURS (Instrumental)

## 楽曲の収録アルバム
FOREVER YOURS
- 『Every Best Single +3』
- 『ACOUSTIC:LATTE』※アレンジ、新録音して収録。
- 『Every Best Single 〜COMPLETE〜』
- 『Every Best Single 2 ～MORE COMPLETE～』
- 『Every Best Single 2 〜Early period〜』

## 発売日一覧
| 地域       | リリース日    | 規格 | レーベル                        |
| ---------- | ------------- | ---- | ------------------------------- |
| 日本       | 1998年6月17日 | CD   | avex trax                       |
| 台湾       | 2008年8月17日 | CD   | ユニバーサルミュージック (台湾) |
| フィリピン | 2018年2月5日  | CD   | ABS-CBN                         |